# 曼努埃尔·卢塞纳
曼努埃尔·「马诺洛」·卢塞纳·梅迪纳（西班牙語：Manuel 'Manolo' Lucena Medina，1982年11月18日—），西班牙足球運動員，目前效力於家鄉球隊，司職中堅，並且擔任隊長。

## 外部連結
- 格蘭納達官方檔案 （页面存档备份，存于） （西班牙文）
- BDFutbol檔案 （页面存档备份，存于） （英文）
- Futbolme檔案 （西班牙文）
- Transfermarkt檔案 （页面存档备份，存于） （英文）